# Heimolen (Langdorp)
De Heimolen is een maalvaardige, houten staakmolen gelegen aan de Windmolenstraat in het Belgische Langdorp (Aarschot). De molen wordt omgeven door een heidelandschap. Hij werd gebouwd in 1662 door Gilles Vanden Eynde. Sindsdien is hij op dezelfde plaats blijven staan en werd door geen enkele omstandigheid vernield. Hij deed steeds dienst als korenmolen. Sinds 1995 is de molen eigendom van Natuurpunt.

## Geschiedenis
In februari 1662 werd tussen de hertog van Aarschot en Gilles Vanden Eynde een contract gesloten waarbij deze laatste het recht kreeg om in de heerlijkheid Langdorp op de heide van de ‘Trappenschen Berch’ een windmolen te bouwen. Vanden Eynde betaalde aan de hertog eenmalig een som van 2000 gulden voor het recht de wind te mogen gebruiken en een jaarlijkse cijns. De molenaar kreeg als maalvergoeding 1/20ste deel. Daarbij was de molenaar van cliënteel verzekerd omdat niemand elders in Langdorp een molen mocht bouwen. De hertog behield evenwel het recht om de molen na drie jaar of na vijfentwintig jaar, mits het betalen van een vergoeding, op te eisen. De hertog zou van dit recht geen gebruik maken. 
Al in juni 1663 overleed Gilles en zou zijn echtgenote Adriana Vanden Broeck het bedrijf verder beheren. Hun zoon Adriaen was molenaar. In februari 1676 kocht Adriaen het vruchtgebruik van zijn moeder af en werd hij eigenaar van de molen. Dat de molenaar enige reputatie en welstand verwierf, kunnen we afleiden uit het feit dat hij en zijn vrouw Maria Milis in de kerk van Langdorp begraven werden nabij het Sint-Pietersaltaar.

## Eigenaars en molenaars
De molen zou door vererving in handen van de familie blijven. Vanaf 1883 zou dit de familietak Fasbinder zijn en vanaf 1973 de tak Cannart d’Hamal. 
Vanaf 1756 maalden de eigenaars niet meer zelf maar werd de molen verpacht. In 1884 kwam de pacht in handen van Jan Baptist Van Aelst. Zijn zoon Theofiel investeerde niet in technische verbeteringen en kon moeilijk optornen tegen de concurrerende vuurmolens in het nabije Houwaart en Tielt. Zijn zoon en opvolger Walter Van Aelst (1919-2005) diende dan ook in 1958, toen de molen defect raakte, de zaak te beëindigen.
In 1995 kwam de molen en de omringende 10 hectaren heide en bos in handen van de vzw Natuurreservaten. 

## Constructie
Doordat de Heimolen nooit vernield werd en geen radicale verbouwingen gekend heeft, is de huidige opbouw zo goed als origineel. Het rechte kapeldak is typerend voor de bouwperiode. Na 1700 waren overal gebogen kapeldaken in gebruik.
De molen is een houten standaardmolen en heeft een open voet op vier bakstenen teerlingen met ijzerzandstenen negblokken. Aan de windzijde is de molenkast bedekt met eikenhouten schaliën. De zijwanden (met loergaten) en de staartzijde bestaan uit een verticale beplanking. Het is ook aan de staartzijde dat de inkom met balkon zich bevindt met daarboven het korenluik en een luikap. De kap heeft een recht zadeldak. Het wiekenkruis heeft een gietijzeren askop, gegoten door de firma Van Aerschot uit Herentals. In het begin van de twintigste eeuw werden de houten roeden vervangen door geklinknagelde Verhaegheroeden. De wieken zijn voorzien van rode zeilen. Het kruien van de molen geschiedt door middel van een kruihaspel met ketting en kruipalen.
De molen is een tweezolder. De maalinrichting bleef bewaard. Op de steenzolder bevinden zich twee koppels maalstenen.
In de buurt van de Heimolen ligt nog de molengracht, waarin de eiken balken werden gelegd om te logen en te harden.

## Bescherming en cultureel erfgoed
Reeds op 4 april 1944 werd de toen actieve molen definitief geklasseerd als beschermd monument.
Op 1 juli 1987 werd de onmiddellijke omgeving, exclusief de molen, beschermd als stads- of dorpsgezicht.
Op 14 september 2009 werd de molen vastgesteld als bouwkundig erfgoed.

## Verval en restauratie
Toen de activiteit einde van de jaren 1950 beëindigd werd, trachtte de eigenares, mejuffrouw Fasbinder, de molen te verkopen. Het hoogste bod van 300.000 Bef. was onvoldoende en de molen bleef familiebezit. In 1968 werden de meest nodige onderhoudswerken uitgevoerd, maar was de molen niet meer maalvaardig. Ondanks herstellingswerken in 1970 door de nieuwe eigenaar, de familie Canard d'Amal, kon het verval niet meer gestopt worden en toen de vzw Natuurreservaten de molen in 1995 kocht, verkeerde deze in een verregaande toestand van aftakeling en was hij nog amper te betreden. De Molenheidewerkgroep zette zich de volgende jaren in om de restfinanciering te bekostigen en het restauratiedossier voor te bereiden. De firma’s Nijs en Wieme uit Deinze begonnen in het najaar 1998 met de restauratie. De bedoeling was om zo veel mogelijk de oorspronkelijke onderdelen te bewaren. Het binnenwerk verkeerde nog in een goede toestand en de reparaties waren beperkt. Maar belangrijke constructiedelen zoals de trap, de steenbalk, de staart en de wieken, dienden nieuw te worden vervaardigd. Op 31 maart 1999 was de molen volledig gerestaureerd en opnieuw maalvaardig hersteld. 
Sindsdien wordt er door enkele vrijwillige molenaars regelmatig op zondag gemalen en is de molen toegankelijk voor het publiek.
In 2011 werden nog onderhoudswerken uitgevoerd wegens aantasting door de grote klopkever. In 2021 werd het hout van de molenwieken vervangen.